# Michał Rząsa
Michał Rząsa (ur. 31 sierpnia 1898 we Lwowie, zm. ?) – żołnierz Legionów, uczestnik wojny polsko-bolszewickiej i bitwy warszawskiej, kapitan piechoty Wojska Polskiego, uczestnik kampanii wrześniowej, obrońca Warszawy, konspirator.

## Życiorys
Po ucieczce z domu w wieku siedemnastu lat, służył w okresie 1915-1917 w Legionach Polskich, a następnie w armii austriackiej, w której ukończył kurs szkoły oficerskiej. W Wojsku Polskim (w 2 pułku piechoty Legionów) służył od listopada 1918 roku. Uczestniczył w wojnie polsko-bolszewickiej 1919–1920, w bitwie warszawskiej prowadził oddział złożony z młodych rekrutów. Dekretem NW L.2050 z 6 marca 1920 roku zatwierdzony został w stopniu porucznika piechoty, ze starszeństwem z dniem 1 grudnia 1920, a 1 lipca 1923 roku awansowany do stopnia kapitana. Po roku 1925 przeniesiony w stan spoczynku do Oficerskiej Kadry Okręgowej nr I.
Mieszkał w Warszawie. Ewidencyjnie podlegał PKU Warszawa Miasto III. Brał udział w kampanii wrześniowej 1939 roku. Walczył w obronie Warszawy na stanowisku dowódcy 1 kompanii ciężkich karabinów maszynowych w batalionie „Cytadela”.
Zakonspirowany we Lwowie, zaginął w ostatnich miesiącach niemieckiej okupacji miasta. Prawdopodobnie został zdekonspirowany i zamordowany przez Gestapo. Dokładne okoliczności jego śmierci nie zostały ustalone do dziś.
Odznaczony Krzyżem Walecznych w 1921.